# Principiul subsidiarității în Uniunea Europeană
În cadrul Uniunii Europene, principiul subsidiarității spune că intervenția Uniunii în cazul situațiilor în care aceasta nu este obligatorie rămâne la decizia statelor membre. Uniunea nu poate interveni decât atunci când puterea individuală a fiecărui stat membru nu este suficientă. Principiul subsidiarității a fost rezumat la fraza "Europa atunci când este necesară, națiunea atunci când este posibilă". Principiul subsidiarității este pus în echilibru cu principiul supremației dreptului Uniunii Europene.